# Zirkulationssteuerung
Eine Zirkulationssteuerung wird benötigt, um eine Zirkulationspumpe bedarfsgerecht zu schalten. Die Zirkulationspumpe einer Warmwasseranlage sollte nur dann laufen, wenn ein Warmwasserbedarf besteht. Ist die gewünschte Temperatur erreicht, schaltet der Temperaturfühler im Rücklauf die Pumpe ab. 
Eine Zirkulationssteuerung soll sicherstellen, dass die hygienische Technik effizient funktioniert. Sie soll so vor Legionellen schützen, indem sie für einen Zwangsumlauf sorgt, wenn längere Zeit kein Warmwasser-Bedarf besteht.
Erforderlich ist eine Zirkulationsleitung immer dann, wenn:
- das längste Teilstück der Warmwasserverteilung mehr als 3 Liter fasst
- der oder die Warmwasserspeicher zusammen ein Volumen von mehr als 400 Litern haben

Es gibt zwei Möglichkeiten eine Zirkulationssteuerung anzubringen: Über ein zusätzliches Gerät oder durch Integration in die Pumpe selbst. Bei Integration in die Pumpe wird die Zirkulationssteuerung zwischen Zirkulationspumpe und Stromnetz installiert.